# Longitud cero (serie de televisión)
Longitud cero (en persa: مدار صفر درجه‎ Madar-e Sefr darajeh) es una serie de televisión iraní producida en el año 2007, realizada a través de la cooperación de Irán, Hungría, Francia y Líbano. El programa fue uno de los más caros producidos por Irán y atrajo a un numeroso público. Se basa en una historia real acerca de un diplomático iraní Abdol Hossein Sardari, que salvó a unos judíos en 1940 en París durante la ocupación nazi, entregándoles pasaportes iraníes y que les permitió refugiarse en la Embajada de Irán. Aunque se ha señalado que los nombres de los personajes ni la trama histórica de la serie son parecidas a la historia de Sardari.

## Terreno
Ambientada en la época de la Segunda Guerra Mundial, Madare Sefr darajeh sigue la vida de un estudiante iraní llamado Habib Parsa (Shahab Hosseini) que viaja a París a estudiar. Habib conoce una mujer francesa judía llamada Sara Astrok, una estudiante de la misma universidad. Al principio antagónicos uno hacia el otro, Habib y Sarah finalmente se enamoran. Se encuentran con muchos problemas, incluyendo la persecución judía de los nazis y del tío sionista de Sarah. Pero permacen unidos hasta el final.

## Opiniones
La serie financiada por el gobierno ha sido ampliamente citada como un esfuerzo del gobierno para demostrar sus posiciones con respecto a la diferencia entre los judíos y los sionistas, que abarca simpatía por el pueblo judío (incluyendo una visión ortodoxa del Holocausto) sin dejar de ser hostil al sionismo.
El director de la serie, Hassan Fathi, dijo al respecto, "Decidí producir esta serie en 2002, y en esos días el Holocausto no era un problema. Incluso si uno solo judío es asesinado en campos alemanes, el mundo debería avergonzarse. De la misma manera, si un solo palestino muere, el mundo debería estar avergonzado. Me solidarizo con las víctimas judías de la Segunda Guerra Mundial, en la misma medida con las mujeres y niños víctimas de la guerra en Palestina".
La serie de televisión ganó el elogio y el apoyo de la Asociación Judía de Irán, un organismo independiente que salvaguarda la cultura y el patrimonio de la comunidad. La asociación ha criticado los comentarios del presidente Ahmadinejad sobre el Holocausto, pero ha elogiado la obra espectacular del Sr. Fatthi.

## Lanzamiento del DVD en inglés
La serie fue retitulada Zero Point Orbit para su lanzamiento en 2007 por Bita Film, Tarzana, California. El título persa permaneció sin cambios. El DVD incluye subtítulos en inglés y en persa. 

## Lanzamiento en español
En el año 2015, la cadena iraní HispanTV lanzó la versión en castellano de la serie titulada Longitud Cero.